# 王杼
王杼（1592年9月23日—？年），字雲襄，號念夗，河南歸德府商丘縣人，明朝政治人物。同進士出身。

## 生平
萬曆三十四年（1606年）丙午科鄉試第18名舉人，萬曆四十七年（1619年）己未科詩四房會試中式第134名，殿試三甲第42名，都察院觀政，己未授壽光縣知縣，天啟四年甲子本省同考，五年乙丑行取授南京吏部主事，崇禎二年己巳起禮部主事，本年調吏部稽勳司主事，三年庚午調驗封司，考功司，調文選司，四年辛未調稽勳司員外郎，調驗封司，考功司，調文選司，辛未春養。